# تورو گوتو
تورو گوتو (انگلیسی: Toru Goto؛ زادهٔ ۲۶ ژوئن ۱۹۳۴) شناگر اهل ژاپن بود.
وی در مسابقات کشوری و بین‌المللی در مجموع برندهٔ ۱ مدال نقره شده‌است.